# Зворотна крива пропозиції праці

Крива пропозиції робочої сили показує, як зміни реальних ставок заробітної плати можуть вплинути на кількість годин, відпрацьованих працівниками.

В економіці зворотна крива пропозиції праці або від'ємний нахил кривої пропозиції праці (англ. backward-bending supply curve of labour) — це графічна модель, що показує ситуацію, коли реальна (з поправкою на інфляцію) заробітна плата зростає понад певний рівень, люди замінять час, який раніше приділяли оплачуваній роботі, дозвіллям (неоплачуваним часом), і тому більша заробітна плата призводить до зменшення пропозиції робочої сили та, отже, менше робочого часу, що пропонується на продаж.
Компроміс «праця-дозвілля» — це компроміс, з яким стикаються люди, що працюють за наймом, між кількістю часу, витраченого на оплачувану роботу (яка вважається неприємною), і неоплачуваним часом, що приносить задоволення, який дозволяє брати участь у «дозвіллі» і використовувати час для необхідного самообслуговування, наприклад, для сну. Ключ до компромісу — це порівняння між заробітною платою, отриманою за кожну годину роботи, та рівнем задоволення від використання неоплачуваного часу. Пропозиція праці — це загальна кількість годин, які працівники можуть відпрацювати за певну ставку заробітної плати.
Таке порівняння зазвичай означає, що вища заробітна плата спонукає людей витрачати більше часу на оплачувану роботу; ефект заміщення передбачає позитивний нахил кривої пропозиції праці. Однак крива пропозиції праці має зворотний нахил, коли ще вища заробітна плата фактично спонукає людей працювати менше і витрачати більше часу на дозвілля або неоплачувану роботу.

## Огляд
Коли заробітна плата зростає вище прожиткового мінімуму (див. нижче), є два фактори, які впливають на вибір працівника, скільки годин працювати за одиницю часу (зазвичай день, тиждень або місяць). Перше — це ефект заміщення або стимулювання. Зі зростанням заробітної плати компроміс між додатковою оплачуваною годиною роботи та додатковою годиною неоплачуваного часу змінюється на користь роботи. Таким чином, більше годин робочого часу буде запропоновано за вищу заробітну плату, ніж за нижчу. Другий, протилежний ефект полягає в тому, що години, відпрацьовані за старою ставкою заробітної плати, тепер приносять більший дохід, ніж раніше, створюючи ефект доходу, який спонукає обирати більше дозвілля, оскільки воно є більш доступним за вартістю. Більшість економістів вважають, що неоплачуваний час (або «дозвілля») є нормальним благом, і тому люди хочуть мати його більше, коли їхні доходи (або багатство) зростають. Оскільки зростання заробітної плати збільшує доходи за інших незмінних умов, привабливість неоплачуваного часу зростає, що врешті-решт нейтралізує ефект заміщення і спричиняє зворотний вигин.
Графік показує, що якщо реальна заробітна плата зросте з W1 до W2, то ефект заміщення для окремого працівника переважає ефект доходу, тому працівник буде готовий збільшити кількість годин, відпрацьованих за винагороду, з L1 до L2. Однак, якщо реальна заробітна плата зросте з W2 до W3, кількість годин, запропонованих для оплати праці, зменшиться з L2 до L3, оскільки сила ефекту доходу тепер перевищує силу ефекту заміщення; корисність від додаткової години неоплачуваного часу тепер більша, ніж корисність від додаткового доходу, який можна було б отримати, відпрацювавши додаткову годину.
Вище було розглянуто лише вплив зміни ставок заробітної плати на працівників, які вже отримують заробітну плату за цими ставками; до уваги бралась лише реакція пропозиції праці цих осіб. Додаткова пропозиція праці з боку працівників інших секторів (або безробітних), яких тепер більше приваблює робота в цьому секторі, оскільки він платить вищу заробітну плату, не розглядалася. Таким чином, для даного ринку заробітна плата, за якої крива пропозиції праці повертається назад, може бути вищою, ніж заробітна плата, за якої крива пропозиції праці даного працівника повертається назад.
З іншого боку, для сукупного ринку праці, ринку праці без «інших секторів» для працівників, застосовується початкова історія кривої пропозиції праці, що вигинається назад, за винятком того, що деякі працівники страждають від вимушеного безробіття.

## Припущення
Важливо розуміти, що при побудові кривої пропозиції праці необхідно зробити певні припущення, які приймають неминучу форму зворотного вигину кривої. Припущення для теорії пропозиції праці перелічені нижче:
- Працівники самі вирішують, чи працювати їм, і скільки годин вони працюватимуть. Це важливо розуміти, тому що працівники знаходяться в центрі уваги теорії пропозиції праці. Пропозиція праці залежить від того, що працівники обирають, скільки часу вони працюватимуть. Якщо працівники вирішують не працювати, це, по суті, є робочим дозвіллям, з точки зору часу.
- Не існує контрактних зобов'язань відпрацювати певну кількість годин. Це важливо розуміти, оскільки контрактні зобов'язання передбачають встановлення кривої пропозиції праці, а не на основі відпрацьованого часу.
- Працівники є агентами, що максимізують корисність. З точки зору економіки, працівники завжди прагнуть отримати якомога більше грошей або продукції.
- Праця приносить певні збитки, які мають бути компенсовані шляхом виплати заробітної плати.
- Неоплачуване дозвілля є «нормальним» благом.
- Ринок праці є конкурентним, і як фірми, так і працівники є ціноутворювачами.
- Отримана заробітна плата є формою заробітної плати застереження, оскільки працівники матимуть певну необхідну суму заробітної плати, яка може відняти їх від дозвілля. Це створює ситуацію мінімізації альтернативних витрат для працівника.

## Застереження
- Вища оплата понаднормових годин може зменшити або звести нанівець ефект зворотного вигину кривої пропозиції праці, підвищуючи заробітну плату лише за години, відпрацьовані понад певну кількість. Понаднормові години підтримують ефект заміщення за високої пропозиції праці. Однак ефект доходу від збільшення заробітної плати за всі попередні відпрацьовані години усувається. Таким чином, вища погодинна оплата понаднормових може спонукати працівників працювати більше годин, ніж якби вища ставка виплачувалась за всі години.
- Працівники повинні мати бажання працювати. Працівники мають певну необхідну суму заробітної плати, яка може відірвати їх від дозвілля. Це називається заробітною платою резервування. Це створює для працівника ситуацію мінімізації альтернативних витрат, оскільки працівник завжди буде прагнути отримати якомога більше продукції. Якщо пропонується недостатня заробітна плата, щоб подолати межу заробітної плати резервування, працівник не буде працювати, а натомість споживатиме свою корисність на дозвіллі.

## Перевернута S-подібна крива пропозиції
За дуже низьких рівнів заробітної плати, близького до прожиткового мінімуму, крива пропозиції також може бути вигнута назад із зовсім іншої причини. Цей ефект створює форму «перевернутої S» або «назад S»: хвіст додається в нижній частині кривої пропозиції праці, показаної на графіку вище, при цьому кількість робочого часу, що надається, зменшується зі зростанням заробітної плати. Тоді, оскільки сім'ї мають певний мінімальний рівень доходу, необхідний для задоволення потреб у прожитку, зниження заробітної плати збільшує кількість робочого часу, що пропонується на продаж. Подібним чином підвищення заробітної плати може призвести до зменшення кількості робочого часу, що пропонується для продажу, і люди користуються перевагами вищої заробітної плати, щоб витрачати час на необхідну діяльність для себе або сім'ї.